# Exocentrus strigosus
Exocentrus strigosus là một loài bọ cánh cứng trong họ Cerambycidae.